# Capitophorus himalayensis
Capitophorus himalayensis är en insektsart. Capitophorus himalayensis ingår i släktet Capitophorus och familjen långrörsbladlöss. Inga underarter finns listade i Catalogue of Life.